# São Francisco do Oeste
São Francisco do Oeste é um município brasileiro no interior do estado do Rio Grande do Norte. Localiza-se na região do Alto Oeste, a uma distância de 389 quilômetros a oeste da capital do estado, Natal. Ocupa uma área de aproximadamente 76 km², e sua população segundo estimativa do ibge, Instituto Brasileiro de Geografia e Estatística, em 2024 era de 4 304 habitantes, sendo então o 129º mais populoso do estado.
Antigo povoado de Salamandra, São Francisco do Oeste surgiu como povoado nos anos 1940, quando foi construída uma capela dedicada a São Francisco de Assis, hoje matriz de uma paróquia. Ao redor da igreja surgiu um povoado, cujas terras pertenciam, naquela época, ao senhor Raimundo Marinho (pseudônimo de Raimundo Nonato Leite), um dos pioneiros da história do município. O povoado foi elevado à categoria de distrito, subordinado ao município de Portalegre, e emancipado pela lei estadual 2 966, de 22 de outubro de 1963, tornando-se município do Rio Grande do Norte.
A denominação Salamandra, sem relação com a história local, fazia referência a uma espécie de anfíbio comum na Europa e ignorado no Brasil que, de acordo com a tradição, consegue atravessar as chamas de fogo sem sofrer queimaduras. Em 24 de outubro de 1967, a lei estadual 3 522 alterou o nome do município para São Francisco do Oeste, em referência ao padroeiro São Francisco de Assis e à sua localização geográfica no oeste do Rio Grande do Norte.

## Geografia
De acordo com a divisão do Instituto Brasileiro de Geografia e Estatística (IBGE) vigente desde 2017, São Francisco do Oeste pertence à região geográfica imediata de Pau dos Ferros, dentro da região geográfica intermediária de Mossoró. Até então, com a vigência das divisões em mesorregiões e microrregiões, o município fazia parte da microrregião de Pau dos Ferros, que por sua vez estava incluída na mesorregião do Oeste Potiguar. O município ocupa uma área de 75,588 km² (0,1431% da superfície estadual) e sua sede está distante 389 km de Natal, capital estadual, e a 2 109 km de Brasília, capital federal. Limita-se a norte com os municípios de Ererê (no Ceará) e Rodolfo Fernandes; Pau dos Ferros e Francisco Dantas a sul; Taboleiro Grande e mais uma vez Francisco Dantas a leste e a oeste novamente com Ereré.
O relevo do município é constituído pela Depressão Sertaneja, que compreende uma série terrenos de transição entre o Planalto da Borborema e a Chapada do Apodi. São Francisco do Oeste está situado em área de abrangência de rochas metamórficas que formam o embasamento cristalino, formadas durante o período Pré-Cambriano médio (entre 1 e 2,5 bilhões de anos). Todo o território municipal está inserido na bacia hidrográfica do rio Apodi/Mossoró, que faz a divisa de São Francisco do Oeste com Francisco Dantas. O principal reservatório é o açude São Gonçalo, localizado a dezesseis quilômetros da sede, com capacidade total para 3,764 milhões de metros cúbicos (m³) de água.
O tipo de solo predominante é o latossolo vermelho amarelo distrófico, bem drenado e característico de áreas de relevo plano. Também existem, em pequenas porções, os solos bruno não cálcico e o litólico. Este último, na nova classificação brasileira de solos, passou a ser chamado de neossolo, enquanto os demais tornaram-se os luvissolos. Esses solos são cobertos pela caatinga hiperxerófila, com espécies de pequeno porte, sem folhas na estação seca, dentre elas o facheiro (Pilosocereus pachycladus), o faveleiro (Cnidoscolus quercifolius), a jurema-preta (Mimosa hostilis), o marmeleiro (Cydonia oblonga), o mufumbo (Combretum leprosum) e o xique-xique (Pilosocereus polygonus). O clima local, por sua vez, é semiárido quente (do tipo Bsh segundo Köppen), com chuvas concentradas entre os meses de fevereiro e maio.
Segundo dados da Empresa de Pesquisa Agropecuária do Rio Grande do Norte (EMPARN), referentes ao período de 2005 a 2009 e a partir de 2011, o maior acumulado de chuva registrado na cidade atingiu 165 milímetros (mm) em 4 de abril de 2014, seguido por 136 mm em 20 de dezembro de 2013, 120 mm em 23 de janeiro de 2009, 115 mm em 30 de janeiro de 2011, 110 mm em 14 de fevereiro de 2013, 105 mm em 14 de maio de 2006, 104 mm em 17 de março de 2008 e 103,7 mm em 18 de fevereiro de 2020. O município apresenta uma densidade de descargas de 3,72 raios por km²/ano, estando na 17ª posição a nível estadual e na 2 808ª a nível nacional.
| Dados climatológicos para São Francisco do Oeste (2004-2024) | Dados climatológicos para São Francisco do Oeste (2004-2024) | Dados climatológicos para São Francisco do Oeste (2004-2024) | Dados climatológicos para São Francisco do Oeste (2004-2024) | Dados climatológicos para São Francisco do Oeste (2004-2024) | Dados climatológicos para São Francisco do Oeste (2004-2024) | Dados climatológicos para São Francisco do Oeste (2004-2024) | Dados climatológicos para São Francisco do Oeste (2004-2024) | Dados climatológicos para São Francisco do Oeste (2004-2024) | Dados climatológicos para São Francisco do Oeste (2004-2024) | Dados climatológicos para São Francisco do Oeste (2004-2024) | Dados climatológicos para São Francisco do Oeste (2004-2024) | Dados climatológicos para São Francisco do Oeste (2004-2024) | Dados climatológicos para São Francisco do Oeste (2004-2024) |
| Mês                                                          | Jan                                                          | Fev                                                          | Mar                                                          | Abr                                                          | Mai                                                          | Jun                                                          | Jul                                                          | Ago                                                          | Set                                                          | Out                                                          | Nov                                                          | Dez                                                          | Ano                                                          |
| ------------------------------------------------------------ | ------------------------------------------------------------ | ------------------------------------------------------------ | ------------------------------------------------------------ | ------------------------------------------------------------ | ------------------------------------------------------------ | ------------------------------------------------------------ | ------------------------------------------------------------ | ------------------------------------------------------------ | ------------------------------------------------------------ | ------------------------------------------------------------ | ------------------------------------------------------------ | ------------------------------------------------------------ | ------------------------------------------------------------ |
| Precipitação (mm)                                            | 116,8                                                        | 184,1                                                        | 266                                                          | 201,7                                                        | 124,8                                                        | 31,1                                                         | 22,3                                                         | 8,8                                                          | 1,1                                                          | 1                                                            | 7,4                                                          | 21,9                                                         | 987                                                          |

## Demografia
No censo demográfico de 2010 o município possuía 3 874 habitantes, com uma taxa de crescimento média anual de 1,08% em relação ao censo de 2000, sendo o 135° município em população no Rio Grande do Norte e o 4 718° no país, apresentando uma densidade demográfica de 51,25 habitantes por quilômetro quadrado (hab./km²). Desse total, 76,1% habitantes viviam na zona urbana (76,1%) e 23,9% na zona rural. Ao mesmo tempo, 50,21% eram do sexo masculino e 49,79% do sexo feminino, tendo uma razão de sexo de 100,83 homens para cada cem mulheres. Quanto à faixa etária, 68,17% pessoas possuíam entre 15 e 64 anos, 23,13% menos de 15 anos e 8,7% 65 anos ou mais.

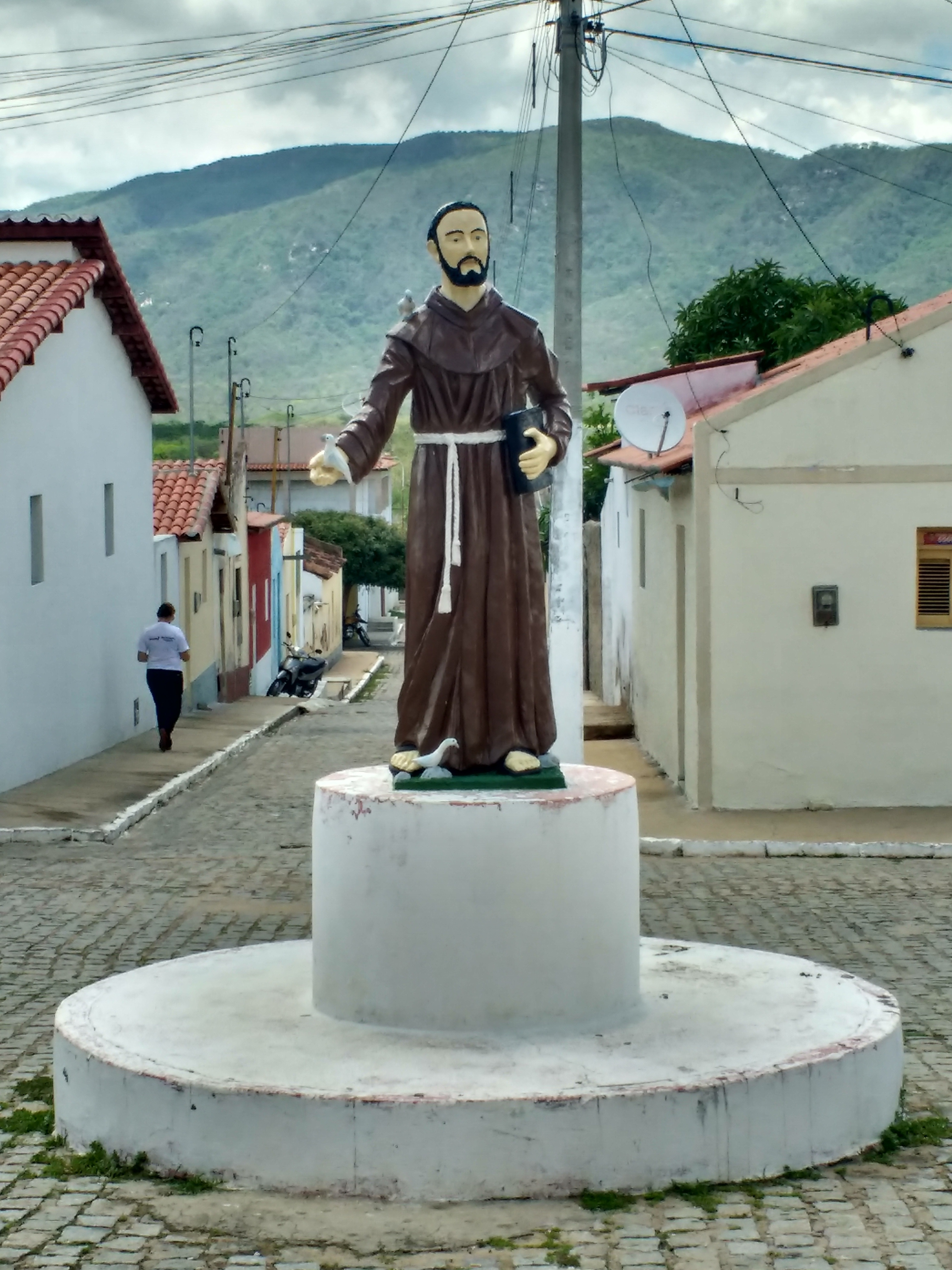
Estátua de São Francisco de Assis, padroeiro de São Francisco do Oeste

Conforme pesquisa de autodeclaração do mesmo censo, a população era composta por pardos (51,6%), brancos (42,26%), pretos (4,16%) e indígenas (1,98%). Considerando-se a nacionalidade, toda população municipal era de brasileiros natos (56,66% naturais do município). Em relação à região de nascimento, 96,3% eram nascidos na Região Nordeste, 2,63% no Sudeste, 0,64% no Centro-Oeste e 0,43% no Norte, além de 0,08% sem especificação. Entre os naturais de outras unidades da federação, os estados com maior percentual de residentes eram o Ceará (10,33%), São Paulo (2,33%) e a Paraíba (1,66%).
Ainda segundo o mesmo censo, a população de São Francisco do Oeste era formada por católicos apostólicos romanos (89,2% dos habitantes), evangélicos (7,59%), testemunhas de Jeová (0,07%) e católicos ortodoxos. Outros 3,06% não tinham religião. Durante muito tempo subordinado à paróquia de Portalegre, São Francisco do Oeste é sede da paróquia de São Francisco de Assis, que também abrange geograficamente o município de Taboleiro Grande. A paróquia foi criada em 4 de outubro de 2018, após se tornar área pastoral em 16 de abril de 2017. Há também alguns credos protestantes ou reformados: Assembleia de Deus, Congregação Cristã do Brasil, Igreja Adventista do Sétimo Dia, Evangelho Quadrangular e Igreja Batista.
O Índice de Desenvolvimento Humano do município é considerado médio, de acordo com dados do Programa das Nações Unidas para o Desenvolvimento (PNUD). Segundo dados do relatório de 2010, divulgados em 2013, seu valor era de 0,628, sendo o 42º maior do Rio Grande do Norte e o 3 519° do Brasil. Considerando-se apenas o índice de longevidade, seu valor é de 0,779, o valor do índice de renda é de 0,581 e o de educação é de 0,547. De 2000 a 2010, o índice de Gini caiu de 0,574 para 0,414 e a proporção de pessoas com renda domiciliar per capita de até 140 reais caiu de 63,7% para 25,7%, apresentando uma redução de 59,7%. Em 2010, 36,33% da população vivia acima da linha de pobreza, 33,34% abaixo da linha de indigência e 30,66% entre as linhas de indigência e de pobreza. No mesmo ano, os 20% mais ricos eram responsáveis por 45,68% do rendimento total municipal, valor mais de onze superior à dos 20% mais pobres, que era de apenas 4,05%.

## Política
De acordo com lei orgânica de São Francisco do Oeste, promulgada em 3 de abril de 1990, a administração municipal se dá através dos poderes executivo e legislativo, independentes e harmônicos entre si. Enquanto o primeiro é representado pelo pelo prefeito e seu gabinete de secretários, o segundo é exercido pela Câmara Municipal, formada por nove vereadores. Cabe à casa elaborar e votar leis fundamentais à administração e ao executivo, especialmente o orçamento municipal.
Existem também alguns conselhos municipais em atividade: alimentação escolar, assistência social, direito da criança e do adolescente, educação, saúde e transportes. São Francisco do Oeste é termo judiciário da comarca de Pau dos Ferros, de terceira entrância. São Francisco do Oeste pertence à 40ª zona eleitoral do Rio Grande do Norte e possuía, em dezembro de 2018, 3 800 eleitores, conforme dados do Tribunal Superior Eleitoral (TSE), o que representa 0,16% do eleitorado estadual.

## Economia

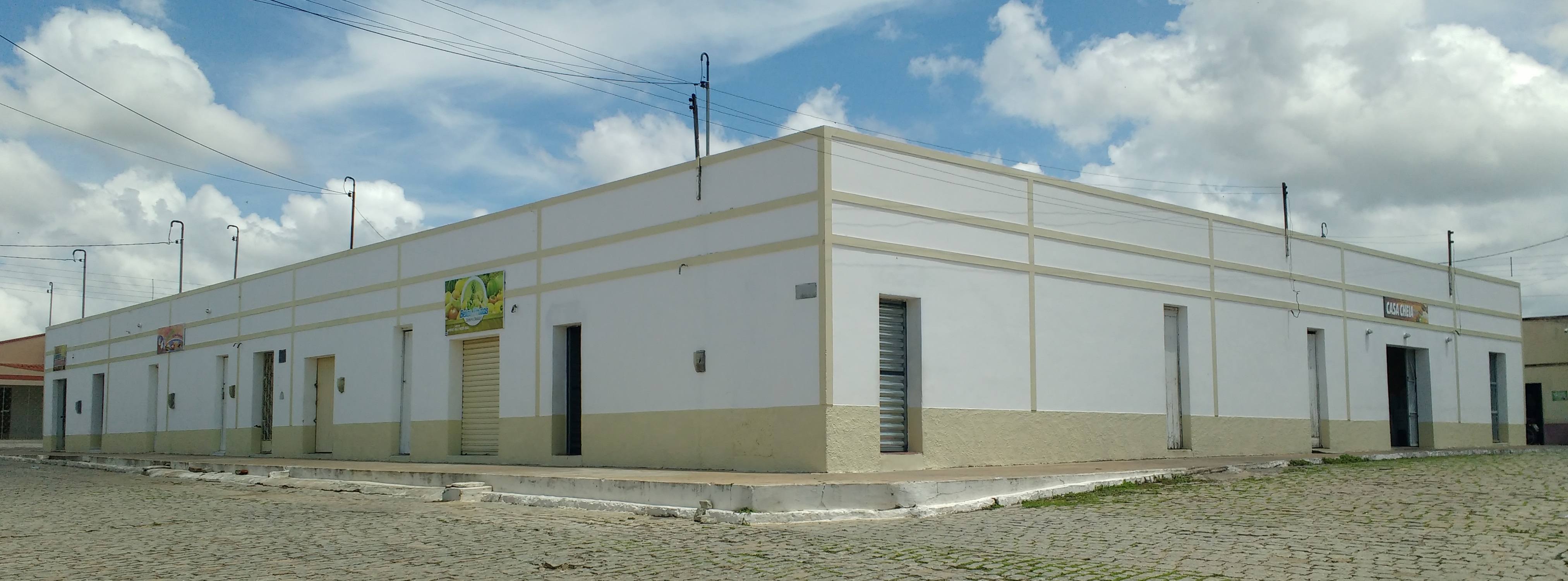
Mercado público municipal

Em 2016, segundo o IBGE, o Produto Interno Bruto (PIB) do município de São Francisco do Oeste era de R$ 37 350,60 mil, dos quais 20 806,83 de gastos públicos e previdenciários; 8 302,34 mil do setor terciário (serviços); R$ 5 218,41 mil do setor secundário (indústria); R$ 1 558,77 mil de impostos e R$ 1 464,26 mil do setor primário (agropecuária). O PIB per capita era de R$ 8 880,31.
Em 2010, considerando-se a população municipal com idade igual ou superior a dezoito anos, 57,4% era economicamente inativa, 34,6% ativa ocupada e 8% ativa desocupada. Ainda no mesmo ano, levando-se em conta a população ativa ocupada a mesma faixa etária, 36,51% trabalhavam no setor de serviços, 28,48% na agropecuária, 16,1% em indústrias de transformação, 10,85% no comércio, 5,52% na construção civil e 0,88% na utilidade pública. Conforme a Estatística do Cadastro de Empresas de 2013, São Francisco do Oeste possuía 39 unidades (empresas) locais, todas atuantes; salários juntamente com outras remunerações somavam R$ 5 122 mil e o salário médio mensal era de 1,3 salários mínimos.
Em 2013 o município possuía um rebanho de 3 701 galináceos (frangos, galinhas, galos e pintinhos), 2 920 bovinos, 2 422 ovinos, 1 321 caprinos, 1 237 suínos e 65 equinos. Na lavoura temporária de 2013 foram produzidos batata-doce (12 t), milho (6 t) e feijão (4 t), e na lavoura permanente apenas castanha de caju (1 t), Ainda no mesmo ano o município também produziu 633 mil litros de leite de 1 130 vacas ordenhadas; cinco mil dúzias de ovos de galinha e 910 quilos de mel de abelha.

## Infraestrutura

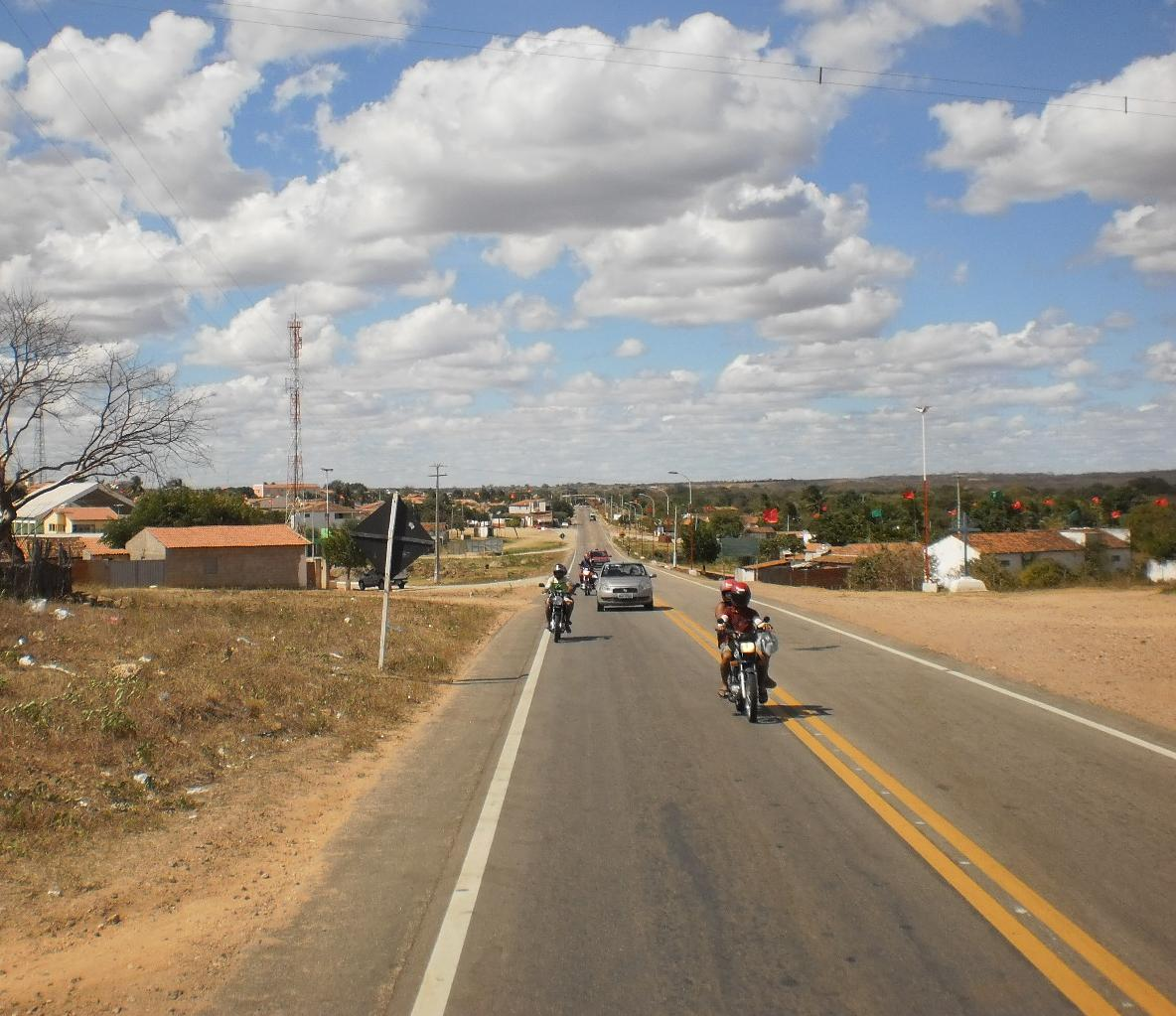
BR-405, na entrada da cidade

O serviço de abastecimento de água do município é feito pela Companhia de Águas e Esgotos do Rio Grande do Norte (CAERN). Em 2010 975 domicílios eram abastecidos pela rede geral (84,05%); 127 através de poços (10,95%); quinze de carro-pipa (1,29%); doze da água da chuva (1,03%); oito por meio de rio(s), açude(s), lago(s) ou igarapé(s) (0,69%) e 23 de outras formas (1,98%). A empresa responsável pelo fornecimento de energia elétrica é a Companhia Energética do Rio Grande do Norte (COSERN). A voltagem nominal da rede elétrica é de 220 volts. Do total de domicílios, 1 157 possuíam eletricidade (99,74%), dos quais 1 151 através da distribuidora (99,22%) e seis de outra(s) fonte(s) (0,52%). O lixo era coletado em 967 domicílios (83,36%), 964 pelo serviço de limpeza (83,1%) e três por caçambas (0,26%).
A frota municipal no ano de 2014 era de 716 motocicletas, 250 automóveis, 173 motonetas, sessenta caminhonetes, 29 caminhões, cinco utilitários, quatro micro-ônibus, três ônibus, três camionetas e um trator de rodas, além de oito em outra(s) categoria(s), totalizando 1 252 veículos. No transporte rodoviário, o município é cortado pela rodovia federal BR-405, que liga São Francisco do Oeste a Pau dos Ferros e outras localidades.
O código de área (DDD) de São Francisco do Oeste é 084 e o Código de Endereçamento Postal (CEP) é 59908-000. No dia 10 de novembro de 2008 o município passou a ser servido pela portabilidade, juntamente com outras cidades de DDDs 33 e 38, em Minas Gerais; 44, no Paraná; 49, em Santa Catarina; além de outros municípios com código 84, no Rio Grande do Norte. Conforme dados do censo de 2010, do total de domicílios, 712 tinham somente telefone celular (61,61%), 91 possuíam celular e fixo (7,9%) e dezoito apenas telefone fixo (1,6%).

### Saúde
A rede de saúde de São Francisco do Oeste dispunha, em 2009, de dois estabelecimentos, ambos públicos, municipais, prestando atendimento ao Sistema Único de Saúde (SUS), entre os quais o Centro de Saúde Francisca Emília Leite, que conta com serviços de atendimento ambulatorial e SADT (Serviço Auxiliar de Diagnóstico e Terapia). São Francisco do Oeste pertence à VI Unidade Regional de Saúde Pública do Rio Grande do Norte (URSAP-RN), com sede em Pau dos Ferros.
Segundo dados do Ministério da Saúde, de 1990 a 2012 o município registrou dez casos de AIDS e, entre 2001 e 2012, foram notificados 256 casos de dengue. Em 2010, a expectativa de vida ao nascer do município era de 71,75 anos, com índice de longevidade de 0,779, taxa de mortalidade infantil de 21,7 por mil nascidos vivos e taxa de fecundidade de 1,8 filhos por mulher. Em abril do mesmo ano, a rede profissional de saúde era constituída por quatro técnicos de enfermagem, três enfermeiros, dois médicos de família, dois cirurgiões-dentistas, um nutricionista, um fonoaudiólogo e um farmacêutico, totalizando quinze profissionais.

### Educação
| 2005 | 2,3 | 2,7 |
| 2007 | 2,7 | 2,5 |
| 2009 | 3,3 | 3,5 |
| 2011 | 4,3 | 3,3 |
| 2013 | 4   | -   |

O fator "educação" do IDH no município atingiu em 2010 a marca de 0,547, ao passo que a taxa de alfabetização da população acima dos dez anos indicada pelo último censo demográfico do mesmo ano foi de 74,8% (83% para as mulheres e 66,7% para os homens). Ainda em 2010, São Francisco do Oeste possuía uma expectativa de anos de estudos de 9,25 anos, valor abaixo da média estadual (9,54 anos). A taxa de conclusão dos ensinos fundamental (15 a 17 anos) e médio (18 a 24 anos) era de 54,3% e 40%, respectivamente. Em 2014, a distorção idade-série entre alunos do ensino fundamental, ou seja, com idade superior à recomendada, era de 22,1% para os anos iniciais e 31,2% nos anos finais, sendo essa defasagem no ensino médio de 48,8%.
No censo de 2010, da população total, 1 072 frequentavam creches ou escolas, 985 na rede pública de ensino (91,92%) e 87 em redes particulares (8,08%); 596 cursavam o regular do ensino fundamental (55,64%), 144 o regular do ensino médio (13,48%), 81 cursos superiores de graduação (7,51%), oitenta estavam em creches (7,49%), setenta no pré-escolar (6,56%), 33 na alfabetização de jovens e adultos (3,04%), 31 em classes de alfabetização (2,92%), 21 na educação de jovens e adultos do ensino fundamental (1,93%), nove na educação de jovens e adultos do ensino médio (0,8%), quatro no doutorado (0,33%) e três na especialização de nível superior (0,31%). Levando-se em conta o nível de instrução da população com idade superior a dez anos, 2 210 não possuíam instrução e ensino fundamental incompleto (66,47%), 574 tinham ensino médio completo e superior incompleto (16,74%), 419 fundamental completo e médio incompleto (12,61%) e 139 o superior completo (4,18%). Em 2012 São Francisco do Oeste possuía uma rede de quatro escolas de ensino fundamental (com 33 docentes), três do pré-escolar (cinco docentes) e uma de ensino médio (oito docentes).

## Cultura
Entre os principais eventos culturais do município destaca-se a festa de emancipação política, comemorada no dia 22 de outubro, cuja programação inclui a alvorada festiva, o hasteamento das bandeiras na sede da prefeitura, além de apresentações de bandas musicais e outros eventos. A festa do padroeiro São Francisco de Assis se inicia no dia 24 de setembro com a missa de abertura e prossegue durante nove noites de novena, encerrando no dia 4 de outubro com a procissão, que percorre algumas ruas da cidade com a imagem do padroeiro.
Há ainda outros eventos, entre eles a Tradicional Festa de Maio; "Maria, Nossa Mãe", festa religiosa no dia 31 de maio; as festas juninas e as vaquejadas. Também são realizados eventos com ênfase no setor esportivo, como o Campeonato Regional de Futebol Minicampo e o Mini Campo Maria Selma Porfírio. O artesanato é outra forma espontânea da expressão cultural oestense, tendo como principais atividades são o barro, o bordado e o vidro. O município também possui grupos artísticos de capoeira, desenho e pintura, manifestação tradicional popular e música.